# Cratere Hildegard
Hildegard è un grande cratere lunare di 122 km situato nella parte sud-occidentale della faccia nascosta della Luna.
Il cratere è dedicato alla naturalista tedesca Ildegarda di Bingen.

## Crateri correlati
Alcuni crateri minori situati in prossimità di Hildegard sono convenzionalmente identificati, sulle mappe lunari, attraverso una lettera associata al nome.
| Hildegard | Coordinate             | Diametro (in km) |
| --------- | ---------------------- | ---------------- |
| K         | 51°01′48″S 125°29′24″E | 33               |